# Музика доби Відродження
Музика епохи Відродження або музика Ренесансу — період у розвитку європейської музики приблизно між 1400 (1430) і 1600 роками. Як і в культурі взагалі, ренесанс в музиці характеризується відновленням інтересу до античної культури, прагненням відобразити багатоманіття світу, і, разом з тим, ідеями гармонії і благозвуччя.

## Естетика
Естетика ренесансу у своїх основних принципах заперечувала середньовічну. Музичні теоретики (Й. Тінкторіс, Дж. Царліно) протиставляли сучасну їм манеру письма (maniera moderna) старій (antica, vecchie), середньовічну музику розглядали як створену «невігласами», «варварами». Однак реально музика відродження зберегла наступність стосовно ряду принципів культури середньовіччя. Зокрема, музика як і раніше розглядалася як наука і за середньовічною шкільної традицією входила у квадривій поряд з арифметикою, геометрією й астрономією (у теоретичних трактатах, як і раніше, підкреслювалася особлива актуальність числа, числової пропорції, симетрії для музичної композиції). З іншої сторони, у надрах Відродження визрівали деякі принципи, що ведуть до бароко, зокрема починали формуватися ефектне трактування слова та риторичні фігури, що зближувало музику із системою трівія (граматика, риторика, діалектика).

## Жанрове різноманіття
У зв'язку з переходом від середньовічної теоцентричної культури до антропоцентричної відбулися сутнісні зміни і в музичному мистецтві. Середньовічний естетичний канон став поступово руйнуватися під впливом ренесансного індивідуалізму. Початок нотодруку, нові умови побутування музики (поява демократичної публіки, розквіт аматорського музикування) вели до переосмислення її соціального статусу. Зросла роль світських жанрів (фротола, віланелла, вільянсико, шансон, мадригал, наприкінці XVI ст. — опера, балет), самостійною стала інструментальна музика (хоральні обробки, ричеркари, канцони, імпровізаційні п'єси — прелюдії, токати, фантазії), відродився інтерес до танцювального мистецтва (поява численних танцювальних жанрів, нотних танцювальних збірників, керівництв і перших професійних танцмейстерів).
Жанри і стилі музики відродження розрізнялися й залежно від їхньої соціальної функції — музика народна й «учена», церковна і світська, для «недосвідчених аматорів» і для «вишуканих вух»; так, витончена хроматика пізнього мадригалу призначалася «для сеньйорів і князів» (musica reservata).

## Оновлення музичної мови
Змінилося також інтонаційне наповнення традиційних церковних жанрів — меси й мотету: як cantus firmus стали використовуватися не тільки григоріанські, але й світські мелодії; допускалося вільне поводження з cantus firmus — його включення й виключення, роздроблення по голосах, поліфонічні перетворення, проведення від різних ступенів і т. д., з'явилися композиції без cantus firmus (меса «Mi-Mi» Окегема, «Меса папи Марчелло» Палестрини). У композиторській творчості, таким чином, виникло завдання «винаходу» матеріалу (лат. inventio), що стало найважливішої творчою проблемою музичного мистецтва Нового часу. Як і у живопису епохи Відродження, у музиці відбувалася динамізація просторів, характеристик (нові фактурні рішення — наскрізна імітаційність, вільні включення й вимикання голосів, антифони хорів, ефект луни, протиставлення соло і хору, вокальних і інструментальних розділів). Техніка композиції зазнала істотних змін і у зв'язку з перетвореннями модальної системи — поширенням хроматизму, формуванням мажору й мінору, появою тонально-гармонічної функціональності, установленням нової тризвукової концепції вертикалі (теоретично розроблена Дж. Царліно).
Ряд нових явищ у музиці Відродження був безпосередньо натхненний деякими ідеями античності. Зокрема, хроматика пізнього мадригалу пов'язана з реставрацією античного вчення про хроматичні й енармонічні інтервальні роди (Н. Вічентіно), зміна піфагорова строю чистим — зі зверненням до інтервальних обчислень Птолемея і Аристоксена, зародження опери й балету — зі спробами реконструювати античний синтез мистецтв і монодію із супроводом (французька Академія поезії й музики, Флорентійська камерата).

## Композиторські школи та представники
В епоху Відродження при опорі на загальностильові закономірності відбувалося активне формування національних шкіл — нідерландської (Дюфаї, Й. Окегем, Жоскен Депре), італійської (Палестрина, Джезуальдо і др.), французької (К. Жанекен), німецької (Г. Фінк, Арнольд фон Брук), англійської (Данстейбл, Дж. Тавернер), іспанської (К. де Моралес, Т. Л. де Виктория), чеської (Я. Т. Турновський, К. Гарант), польської (Миколай з Радома, Вацлав з Шамотул). Складалися також школи окремих міст (римська на чолі з Палестриною, венеціанська на чолі з Дж. Царліно, А. і Дж. Габріелі, Б. Донато та ін.), а також індивідуальні композиторські стилі.